# Schahr-e Qods (Verwaltungsbezirk)
Schahr-e Qods (persisch شهرستان قدس) ist ein Schahrestan in der Provinz Teheran im Iran. Er enthält die Stadt Schahr-e Qods, welche die Hauptstadt des Kreises ist.

## Demografie
Bei der Volkszählung 2016 betrug die Einwohnerzahl des Kreises 316.636. Die Alphabetisierung lag bei 91,3 Prozent der Bevölkerung. Knapp 98 Prozent der Bevölkerung lebten in urbanen Regionen.
| Zensusjahr | Einwohnerzahl |
| ---------- | ------------- |
| 2011       | 290.663       |
| 2016       | 316.636       |